# Championnat du Congo masculin de handball
Le Championnat du Congo masculin de handball est une compétition de clubs masculins de handball en République du Congo qui constitue le sommet de la hiérarchie de ce sport depuis 1968. 

## Palmarès

### Palmarès saison par saison
Le palmarès est, :
| Saison | Champion                           |
| ------ | ---------------------------------- |
| 1968   | Amical Club de Brazzaville         |
| 1969   | Inter Club de Brazzaville          |
| 1970   | Amical Club de Brazzaville         |
| 1971   | Blague à part (Police) Brazzaville |
| 1972   | Blague à part (Police) Brazzaville |
| 1973   | non organisé                       |
| 1974   | Diables noirs de Brazzaville       |
| 1975   | Diables noirs de Brazzaville       |
| 1976   | Étoile du Congo, ou Inter Club     |
| 1977   | Inter Club de Brazzaville          |
| 1978   | Inter Club de Brazzaville          |
| 1979   | Inter Club de Brazzaville          |
| 1980   | Inter Club de Brazzaville          |
| 1981   | non organisé ou Inter Club         |
| 1982   | Inter Club de Brazzaville          |
| 1983   | Inter Club de Brazzaville          |
| 1984   | Inter Club de Brazzaville          |
| 1985   | Inter Club de Brazzaville          |
| 1986   | Inter Club de Brazzaville          |
| 1987   | Inter Club de Brazzaville          |

| Édition | Saison                     |
| ------- | -------------------------- |
| 1988    | Munisport Pointe-Noire     |
| 1989    | Avenir du Rail Brazzaville |
| 1990    | Munisport Pointe-Noire     |
| 1991    | Avenir du Rail Brazzaville |
| 1992    | Étoile du Congo            |
| 1993    | Étoile du Congo            |
| 1994    | Étoile du Congo            |
| 1995    | Étoile du Congo            |
| 1996    | Étoile du Congo            |
| 1997    | Étoile du Congo            |
| 1998    | Étoile du Congo            |
| 1999    | Étoile du Congo            |
| 2000    | Étoile du Congo            |
| 2001    | Inter Club de Brazzaville  |
| 2002    | Étoile du Congo            |
| 2003    | Avenir du Rail Brazzaville |
| 2004    | Avenir du Rail Brazzaville |
| 2005    | Étoile du Congo            |
| 2006    | Étoile du Congo            |
| 2007    | Étoile du Congo            |

| Édition | Saison                    |
| ------- | ------------------------- |
| 2008    | Munisport Pointe-Noire    |
| 2009    | ?                         |
| 2010    | Munisport Pointe-Noire    |
| 2011    | Étoile du Congo           |
| 2012,   | Étoile du Congo           |
| 2013    | Étoile du Congo           |
| 2014,   | Étoile du Congo           |
| 2015    | Inter Club de Brazzaville |
| 2016    | AS Caïman de Brazzaville  |
| 2017    | AS Caïman de Brazzaville  |
| 2018    | Pétro sport               |
| 2019    | Étoile du Congo           |
| 2020    | ?                         |
| 2021    | ?                         |
| 2022    | ?                         |
| 2023    | Pétro sport               |
| 2024    | ?                         |

### Bilan
| Club                               | Titres  | Années |
| ---------------------------------- | ------- | --- |
| Étoile du Congo                    | 18 à 19 | 1976[pas clair], 1992, 1993, 1994, 1995, 1996, 1997, 1998, 1999, 2000, 2002, 2005, 2006, 2007, 2011, 2012, 2013, 2014, 2019 |
| Inter Club de Brazzaville          | 12 à 14 | 1976[pas clair], 1977, 1978, 1979, 1980, 1981[pas clair], 1982, 1983, 1984, 1985, 1986, 1987, 2001, 2015                    |
| Avenir du Rail Brazzaville         | 4       | 1989, 1991, 2003, 2004 |
| Munisport Pointe-Noire             | 4       | 1988, 1990, 2008, 2010 |
| Amical Club de Brazzaville         | 2       | 1968, 1970 |
| Blague à part (Police) Brazzaville | 2       | 1971, 1972 |
| Diables noirs de Brazzaville       | 2       | 1974, 1975 |
| AS Caïman de Brazzaville           | 2       | 2016, 2017 |
| Pétro sport                        | 2       | 2018, 2023 |
| non organisé                       | 2       | 1973, 1981[pas clair] |
| inconnu                            | 6       | 2009, 2020, 2021, 2022, 2024                                                                                                |